# Kalmár Zoltán (zenész)
Kalmár Zoltán (Debrecen, 1976 –) magyar dzsesszzenész, dobos.

## Élete
Csak 14 évesen kezdett el ütőhangszereken tanulni a Simonffy Emil Zeneiskolában Toldi Éva növendékeként. Három év múlva felvételt nyert a Kodály Zoltán Zeneművészeti Szakközépiskolába. Itt egy évet töltött.
1994-től a Miskolci Egyetem Gazdaságtudományi Karán kezdett közgazdaságtant tanulni, az egyetemet 1999-ben végezte el. Az egyetem mellett továbbra is rendszeren zenélt és gyakorolt. Itt ismerkedett meg a Miskolcon egy ízben dobkurzust tartó Szendőfi Péterrel, akihez évig járt órákra. Ezt követően Németh Gábortól tanult nyolc éven át. Később Balázs Elemértől vett órákat. Mindig a swingdobolás érdekelte a legjobban.
Több blues-, rock-, pop- és funkyzenekart követően 2001-ben játszott először dzsesszt debreceni zenész barátaival. 2002-ben megismerkedett a New Yorkból hazaköltöző pozan- és zongoraművész, zeneszerző Zakar Zoltánnal, akihez máig tartó barátság köti. A Zakar Trióval a helyi klubokon túl rendszeresen léptek fel a budapesti Jazz Gardenben is. 2008-ban költözött a fővárosba, és saját zenekart alapított.

## Diszkográfia
- Joy: Csak egy félórát (2002)
- Zakar Jazz Group: The Night we Called It a Day (2002)
- Tóth Ilona Csilla & Zakar Trió: I am Old-fashioned (2006)
- Love in Prag. (2013) A szerelemről 1 percben
- Praha noch einmal (2019)

## Zenekarai
- Kalmár Zoltán Trio
- New Standard
- Tóth Ilona Csilla Quartet
- Zakar Zoltán Trio
- Hashtag Blues Band